# Ходлевко
Ходлевко (пол. Chodlewko) — село в Польщі, у гміні Прусиці Тшебницького повіту Нижньосілезького воєводства.
Населення — 194 особи (2011).
У 1975—1998 роках село належало до Вроцлавського воєводства.

## Демографія
Демографічна структура станом на 31 березня 2011 року:
|          | Загалом | Допрацездатний вік | Працездатний вік | Постпрацездатний вік |
| -------- | ------- | ------------------ | ---------------- | -------------------- |
| Чоловіки | 93      | 15                 | 74               | 4                    |
| Жінки    | 101     | 23                 | 64               | 14                   |
| Разом    | 194     | 38                 | 138              | 18                   |